# في انتظار البرابرة (فلم)
في انتظار البرابرة (بالإنجليزية: Waiting for the Barbarians) هو فيلم دراما وأكشن أمريكي إنتاج سنة 2020 من إخراج سيرو جيرا. الفيلم مبني على رواية تحمل نفس الاسم للكاتب جي إم كوتزي. الفيلم من بطولة مارك رايلانس، جوني ديب، روبرت باتينسون وغريتا سكاتشي.
تم عرض الفيلم في مهرجان البندقية السينمائي في 6 سبتمبر 2019، وتم عرضه في صالات السينما في 7 أغسطس 2020.